# Jean Labrosse
Pour les articles homonymes, voir Labrosse (homonymie).
Jean Labrosse, né le 6 juin 1898 à Toulon (Var) et mort le 3 mai 1984 à Toulon (Var), est un homme politique français.

## Biographie
Papetier-imprimeur à Toulon, Jean Labrosse entre en politique après la seconde guerre mondiale. Membre du Mouvement Républicain Populaire, il mène la liste de ce parti pour l'élection de la première assemblée constituante, en 1945.
Il obtient 15,5 % des voix et est élu député. En juin de l'année suivante, sa liste connaît une forte progression (22,6 %) et il conserve facilement son siège, tout comme en novembre (19,4 %).
Député actif, il rédige plusieurs rapports, au titre de la commission du travail et de la sécurité sociale, à laquelle il appartient. Il s'intéresse surtout aux questions de protection sociale : accidents du travail, maladie professionnelle, financement des prestations familiales. Il prend aussi la défense des ouvriers de l'arsenal de Toulon, menacés de perdre leurs emplois. Il est cependant très en retrait dans les débats en séance.
Sa défaite aux législatives de 1951 met un terme à sa carrière politique nationale. Il reste cependant impliqué dans la vie locale : il est notamment président de la caisse d'épargne de Toulon, et de la société de crédit immobilier.

## Détail des fonctions et des mandats
Mandats parlementaires
- 21 octobre 1945 - 10 juin 1946 : Député du Var
- 2 juin 1946 - 27 novembre 1946 : Député du Var
- 10 novembre 1946 - 4 juillet 1951 : Député du Var